# Bonham (Texas)
Bonham es una ciudad ubicada en el condado de Fannin en el estado estadounidense de Texas. En el Censo de 2010 tenía una población de 10127 habitantes y una densidad poblacional de 399,68 personas por km².

## Historia
Fundada en 1837 durante la República de Texas, en honor a un soldado muerto en la batalla de El Álamo.

## Geografía
Según la Oficina del Censo de los Estados Unidos, Bonham tiene una superficie total de 25.34 km², de la cual 25.34 km² corresponden a tierra firme y (0%) 0 km² es agua.

## Demografía
Según el censo de 2010, había 10127 personas residiendo en Bonham. La densidad de población era de 399,68 hab./km². De los 10127 habitantes, Bonham estaba compuesto por el 75.39% blancos, el 14.81% eran afroamericanos, el 0.97% eran amerindios, el 0.44% eran asiáticos, el 0.01% eran isleños del Pacífico, el 6.6% eran de otras razas y el 1.78% pertenecían a dos o más razas. Del total de la población el 15.4% eran hispanos o latinos de cualquier raza.